# معركة سولفرينو

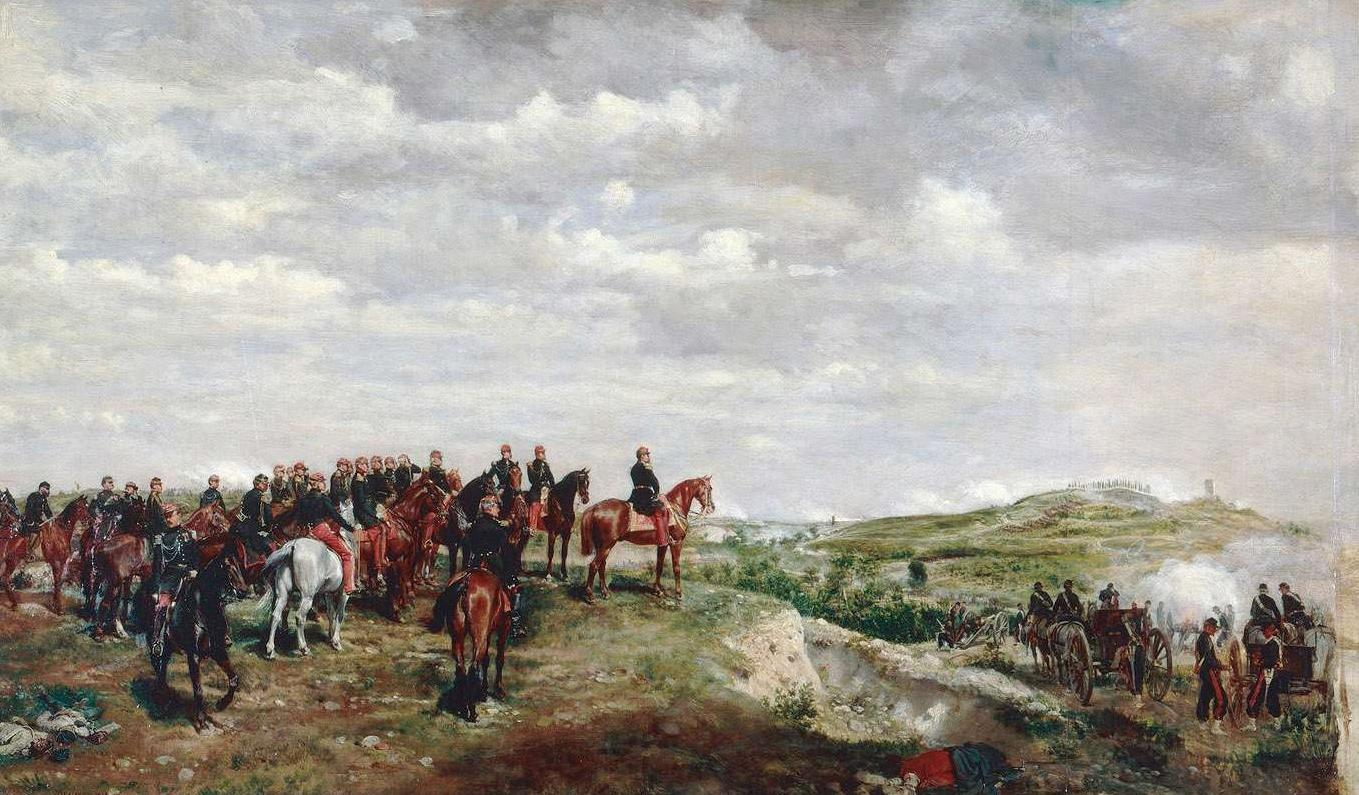
لوحة نابليون الثالث بمعركة سولفرينو

 معركة سولفرينو معركة وقعت في 24 يونيو 1859 ونتج عنها انتصار الجيش الفرنسي بقيادة نابليون الثالث المتحالف مع جيش سردينيا بقيادة فيكتور إيمانويل الثاني (عرف باسم التحالف الفرنسي-السرديني) على الجيش النمساوي بقيادة الإمبراطور فرانز جوزيف الأول وتعد هذه المعركة من أكبر المعارك منذ معركة ليبزيج عام 1813 حيث شارك فيها أكثر من 200,000 جندي حيث كان يوجد حوالي 100,000 جندي نمساوي و 118,600 جندي فرنسي- سرديني.
f